# Interlingue‑Literatur
Interlingue‑Literatur umfasst im Wesentlichen den Korpus an fiktionalen und nicht-fiktionalen Werken, die in Interlingue geschaffen oder in diese Sprache übersetzt wurden. Interlingue ist eine konstruierte Sprache, die von Edgar de Wahl entwickelt wurde. Obwohl der Großteil der Werke aus originellen Kurzgeschichten und Übersetzungen besteht, die in der zentralen Zeitschrift Cosmoglotta veröffentlicht wurden, existieren auch vollständige Romane und Lyrik‑Anthologien – besonders von Autoren wie Vicente Costalago, Jan Amos Kajš und Jaroslav Podobský.

## Geschichte

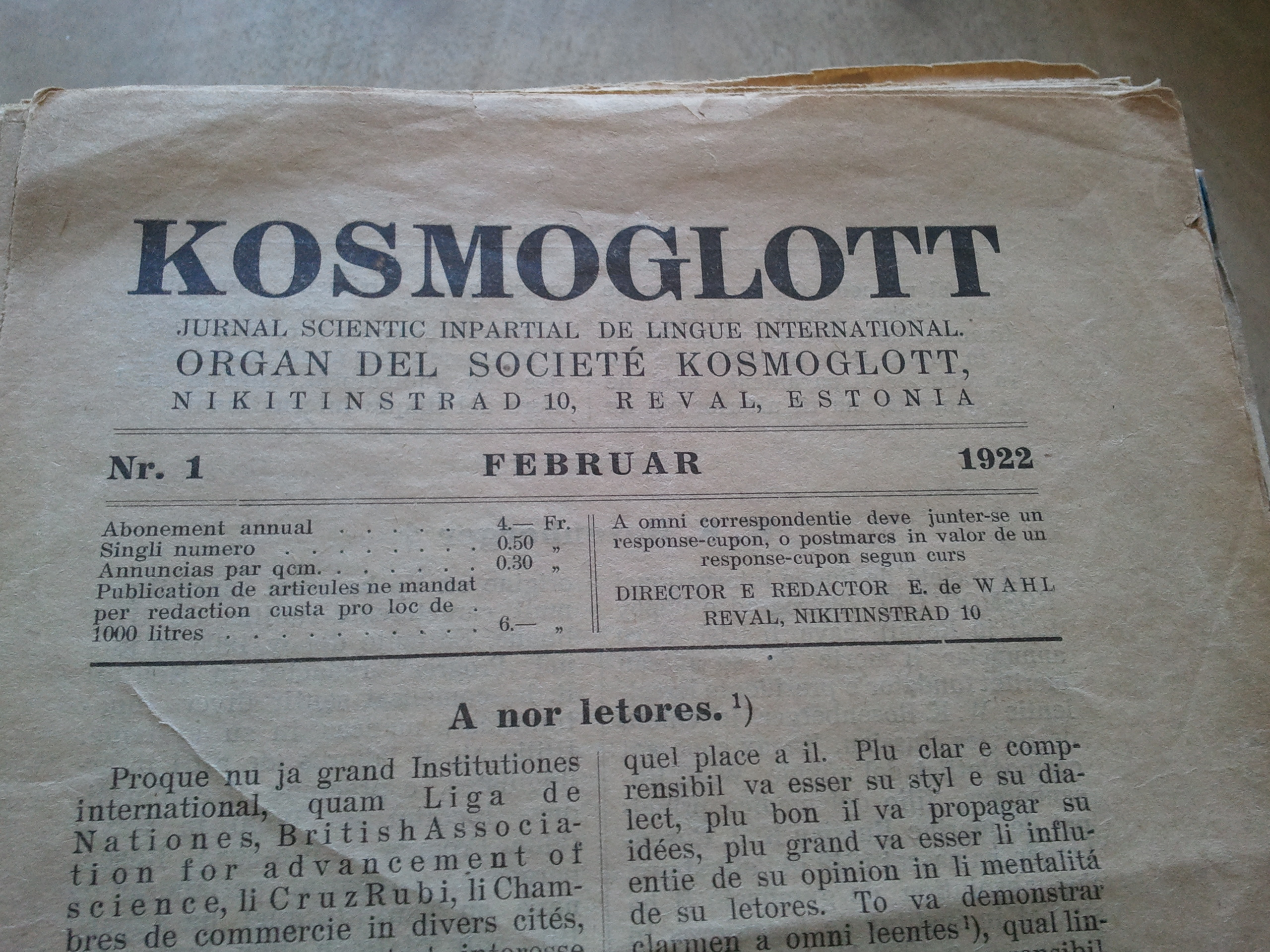
Erstausgabe von Kosmoglott im Jahr 1925.

### Hintergrund
Interlingue, ursprünglich Occidental genannt, ist eine internationale Hilfssprache, die 1922 von dem estnischen Lehrer Edgar de Wahl geschaffen wurde. Der Wortschatz basiert hauptsächlich auf westeuropäischen Sprachen – vor allem romanischen Sprachen – mit starkem Einfluss aus dem Englischen. Die Sprache wurde erstmals in der Zeitschrift Kosmoglott (später Cosmoglotta) veröffentlicht, wo sie rasch Anhänger gewann. Wegen fehlender Grammatiken und Standardisierung nutzten die frühesten Werke oft nicht-standardisierte Orthographie und grammatische Strukturen.

### Veröffentlichungen
Das erste bekannte Werk in Interlingue ist Transcendent algebra, mathematical ideography, experiment of a philosophical language (Interlingue: Transcendent algebra, ideografie matematical, experiment de un lingue filosofic) von Jakob Linzbach, übersetzt von de Wahl. Es erschien noch, bevor de Wahl die Sprache offiziell in Kosmoglott etablierte und damals als Proto‑Sprache namens „Auli“ galt.
1925 erschien in Kosmoglott die erste literarische Veröffentlichung: Kaarle Julius Saarinens Übersetzung des Gedichts „Hymn“ von Kaarlo Hammar. Kurz darauf folgten Übersetzungen unter anderem von Goethes „Wanderers Nachtlied“, Tagores „Nationalismus im Westen“ sowie Werke persischer Dichter und von Hermann Keyserling.
In den 1930er Jahren kamen zahlreiche Übersetzungen hinzu, etwa von Konstantin Balmont (Where is my home?), Edmondo De Amicis’ Manuel Menendez, Edgar Allan Poes A Descent into the Maelström. Zugleich entstanden eigene Werke – so Jaroslav Podobskýs Gedichtanthologie Li Astres del Verne, Kajš’ Erzählung Krasina, raconta del subterrania del Moravian carst sowie Beiträge von A. E. Cortinas und P. Dimitriev. 1930 legte Ric Berger die Kurzgeschichtensammlung Historiettes in Occidental vor.

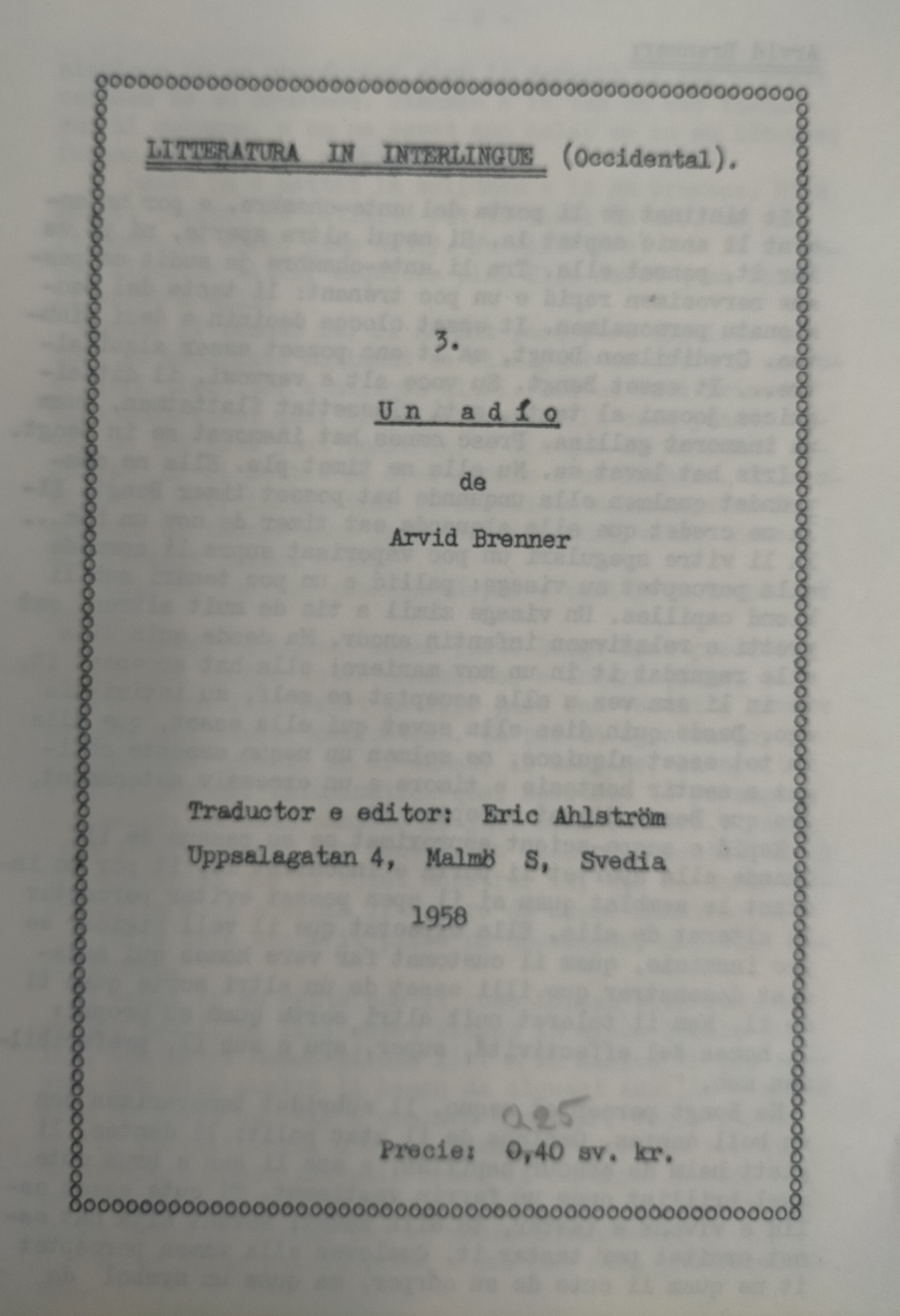
„Un Adío“ („Ein Abschied“) von Arvid Brenner, 1958 von Eric Ahlström übersetzt.

1951, mit der Einführung von Interlingua, wechselten viele Occidentalisten wie Berger zur neuen Plansprache. Dies führte zu einer Krise in der Interlingue-Bewegung, und Cosmoglotta erschien nur noch unregelmäßig bis zum Erscheinungsschluss 1985. Zu dieser Zeit wurde Interlingue vielfach als „tote Sprache“ betrachtet.
Dennoch entstanden in den 1950er/1960er Jahren weitere Texte, darunter Übersetzungen von Jiří Marek (A Mother Speaks, 1954), Multatuli, Karel Jaromír Erben (Wedding Shirt), Arvid Brenner (Un Adío) sowie Bo Bergman (A Desertor, 1958) und Francis R. Pope (Poemas, 1964).
Die Wiederbelebung der Sprache begann 1999 mit einer Yahoo!-Gruppe. Anfang der 2000er Jahre entstand die Interlingue‑Wikipedia, die bis 2020 über 5000 Artikel umfasst.
Seit 2000 erschienen zahlreiche Originalwerke und Übersetzungen, darunter Robert Winters Übersetzung von Stendhals Die Kartause von Parma (2011), Thomas Schmidts Li Munde de Sandra (2012, online veröffentlicht), Der kleine Prinz (2014) und Li Romance de Photogen e Nycteris (2019).
Zwischen 2021 und 2023 veröffentlichte Vicente Costalago mehrere originelle und übersetzte Werke, wie etwa Li sercha in li castelle Dewahl e altri racontas, Li tresor de Fluvglant, Subuqti e Verses escapat de mi mente, sowie die Anthologien Antologie hispan, Fabules, racontas e mites und Antologie de poesie europan.
Die Autorin Dorlota Burdon schrieb mehrere Originalerzählungen in Posta Mundi und übersetzte Der Verrückte von Khalil Gibran.

## Bedeutende Autoren
- Jan Amos Kajš
- Jaroslav Podobský
- Engelbert Pigal
- Abram Kofman
- A. E. Cortinas
- Ilmari Federn
- Thomas Schmidt
- Dorlota Burdon
- Vicente Costalago